# Alliance royale
Královská aliance, francouzsky Alliance Royale je malá monarchistická politická strana ve Francii, založená v roce 2001. Jejím cílem je obnova konstituční monarchie ve Francii. Ve svém logu používá tři zlaté lilie na modrém poli, které byly ve znaku a vlajce předrevolučního Francouzského království.
Toto uskupení si stanovilo cíl veřejnou debatu o výhodách monarchie, což v současnosti ve Francii nepatří mezi široce diskutovaná témata. Ačkoli je předseda považován za blízkého legitimistům, strana chce zachovat jednotu a ve sporu o nárok na francouzský trůn mezi Bourbony a Orleánskou dynastií, jež trvá více než 120 let, se nepřiklání se v otázce ani na jednu stranu.
Mezi jejich motta patří: «Každý vám slibuje světlo měsíce, vy požadujte Slunce».
Předsedou je Yves-Marie Adeline, narozený roku 1960. Tato monarchistická strana se zúčastnila nedávných voleb, včetně prezidentských v roce 2007. Ve svém politickém programu, jsou např.: prvky korporativismu a paternalismu, reforma státního zřízení v monarchistickém duchu, politika založená na rodině, národnost daná pouze naturalizací, zrušení potratů, svobodnou volbu vzdělání, euroskepticismus a podpora a zvýšení výkonu francouzské ekonomiky. Jako důvody pro monarchii uvádí například podporu francouzské kulturní identity v rámci Evropy a potřebu hlavy státu, která stojí nad partikulárními stranickými zájmy a představuje státní kontinuitu nezávislou na momentální politické situaci.